# Тессараконта
Тессараконта (др.-греч. οί τεσσαράκοντα) — коллегия 40 судей в Афинах. Была учреждена Писистратом, но сначала называлась «судьями по демам» (οί κατά δήμους δικασταί); они по мере необходимости объезжали все демы (т. е. деревни, местечки; клисфеновских демов тогда еще не было) и разрешали не важные дела. Судей было 30. По изгнании Писистратидов коллегия была упразднена (возможно, Клисфеном), но восстановлена в 453—452 гг. до н. э., опять в числе 30 человек. 
По низвержении 30-ти тиранов, из ненависти к числу 30, число этих судей было увеличено до сорока, вследствие чего они стали называться тессараконта. Они уже не разъезжали по демам, а судили в городе (по 4 судьи на каждую филу). Избирались по жребию, по 3 и по 4 из каждой филы. Их окончательному решению подлежали дела на сумму не более 10 драхм и маловажные личные обиды; более важные дела они после предварительного следствия должны были передавать диэтетам, а если тяжущиеся были недовольны решением диэтетов, то тессараконта представляла дело суду присяжных (гелиастам).